# القلعة (النادرة)

تعديل مصدري - تعديل

القلعة محلة تابعة لقرية بيت الصارم، التابعة لعزلة الفجرة بمديرية النادرة إحدى مديريات محافظة إب في الجمهورية اليمنية، بلغ تعداد سكانها 169 حسب تعداد اليمن لعام 2004.